# Menaggio
Menaggio ist eine italienische Gemeinde in der Lombardei in der Provinz Como.

## Lage und Einwohner
Die Gemeinde Menaggio liegt rund 35 Kilometer nordwestlich von der Provinzhauptstadt Como am Westufer des Comer Sees an der Mündung der Sanagra. Westlich des Ortes liegt das Valle Menaggio, durch welches ein Verbindungsweg über Porlezza ins schweizerische Lugano führt. Zusammen mit den Fraktionen Castello, Croce, Fossato, Loveno, Nobiallo und Sonenga hat die Gemeinde Menaggio 3027 Einwohner (Stand 31. Dezember 2023).
Menaggio gehört zu den am meisten vom Tourismus geprägten Orten am See. Es gibt viele Hotels entlang der langen Seepromenade. Das Herz ist die Piazza Garibaldi, die zwischen dem See und der Kirche Santo Stefano liegt. Im Ortsteil Loveno oberhalb des Zentrums befindet sich das Deutsch-Italienische Zentrum Villa Vigoni, welches gemeinsam von der deutschen Bundesregierung und der italienischen Regierung betrieben wird.
Die Nachbargemeinde sind Grandola ed Uniti, Griante, Perledo (LC), Plesio, San Siro, Tremezzina und Varenna (LC).

### Verkehrsanbindung
Menaggio wird von der Staatsstraße 340 Regina durchquert. Der Abschnitt dieser Staatsstraße zwischen Menaggio und Porlezza wurde 1839 eröffnet. Der nächste Autobahnanschluss mit der Autostrada A9 ist in Como.
Eine Fähre verbindet den Ort mit Varenna und Bellagio an den gegenüberliegenden Ufern, zwischen 1884 und 1939 verkehrte die Eisenbahn Menaggio-Porlezza zwischen Porlezza am Luganersee und dem Ort.

## Geschichte

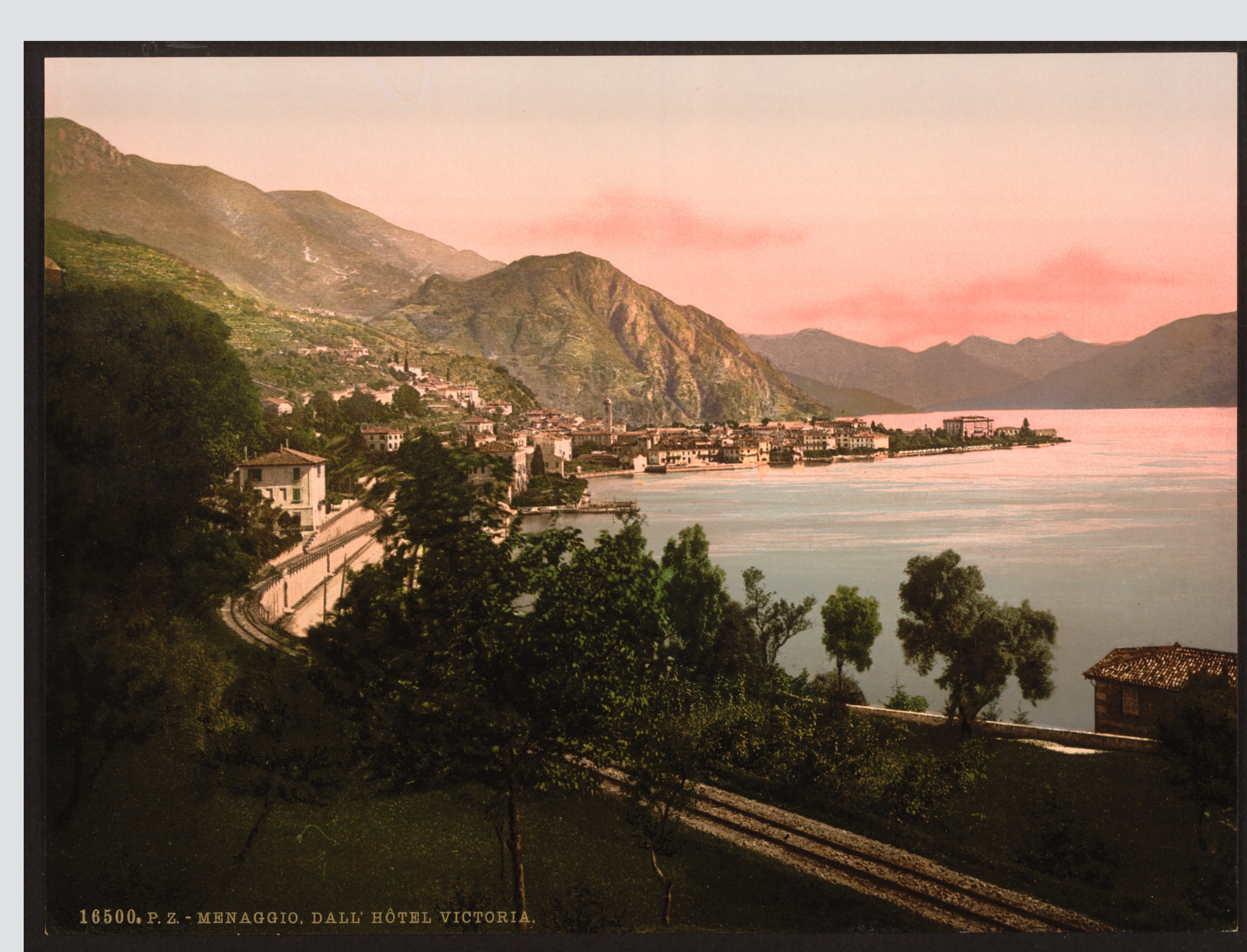
Menaggio (1890–1900)

Von Menaggio führte in römischer Zeit die Via Regina, eine römische Straße, die den Flusshafen von Cremona mit Clavenna (Chiavenna) verband und durch Mediolanum (Mailand) führte. Einige Gräber und Grabsteine, die in der Gegend gefunden wurden, stammen aus der römischen Zeit (darunter eines, das Lucius Mincius Exoratus gewidmet ist, von dem sich der Ortsname angeblich ableiten soll).
Die Gründung der Diözese Como im Jahr 386 brachte die Errichtung von Menaggio an der Spitze der gleichnamigen Pfarrei mit sich, die vom Presbiter (später Erzpriester) der Kirche Santo Stefano geleitet wurde und mit einem am Seeufer gelegenen und San Giovanni geweihten Baptisterium ausgestattet war.
Nach dem Untergang des Römischen Reiches wurde das Gebiet zuerst von den Goten und dann im Jahr 535 von den Byzantinern eingenommen. Diese wurden 568 von den Langobarden abgelöst, die Menaggio mit einem Signalturm ausstatteten, der am Seeufer errichtet wurde. 
Im Jahr 1140 vergab der deutsche König Konrad III. Menaggio als Lehen an einen gewissen Ardizzone de Castello. 
Im 13. Jahrhundert kam es zu Streitigkeiten zwischen zahlreichen Familien des Comer und Mailänder Adels. In diesem Zusammenhang wurde Menaggio 1295 von den Comaschi erobert, die den Lehnsherrn Littardo de Castello (der in Bellagio Zuflucht suchte) in die Flucht schlugen und die Burg Menaggio an Matteo I. Visconti übergaben.
Die besondere Verbindung zwischen der Via Regina und Menaggio findet sich noch in den Statuten von Como aus dem Jahr 1335, in denen die comune burgi de Menaxio als Ortsvorsteher erwähnt wird, der für die Instandhaltung des Straßenabschnitts zuständig war, der von den maronellos seu arbores que sunt in somo ad introitum Saxi Ranzii bis ad casaritium quod est in medio Saxo Rantio in costa führte. Im ersten Viertel des 16. Jahrhunderts wurde Menaggio zum Ziel von Expansionsbestrebungen der Bündner der Republik der Drei Bünde. Nachdem die Stadt 1516 und 1521 mit Feuer und Schwert bedroht wurde, erfolgte 1523 ein Angriff, bei dem die Burg Menaggio zerstört wurde.
Mit der Vertreibung der Graubündner aus den Gebieten des mittleren Comer See durch die Mailänder, wurde Menaggio wieder Teil des Herzogtums Mailand bis zum Ende des 18. Jahrhunderts. In diesem Zusammenhang folgte auf die schwierige Periode der spanischen Herrschaft, die durch zwei Jahrhunderte Banditentum gekennzeichnet war, eine Periode unter den Österreichern ab 1714.
Menaggio war im Herbst 1944 das Hauptquartier des Centro antiribelli der 6. Kompanie der 11. Schwarzen Brigade unter dem Kommando von Emilio Castelli, dem stellvertretenden Federale von Como. Das Anti-Rebellen-Zentrum war verantwortlich für zahlreiche Folterungen und den Tod von 19 Partisanen, darunter die Ermordung von Enrico Caronti, genannt Romolo, am 23. Dezember 1944. Am 26. April 1945 beherbergte das Zentrum Benito Mussolini bei seinem Fluchtversuch aus Italien.

## Bilder

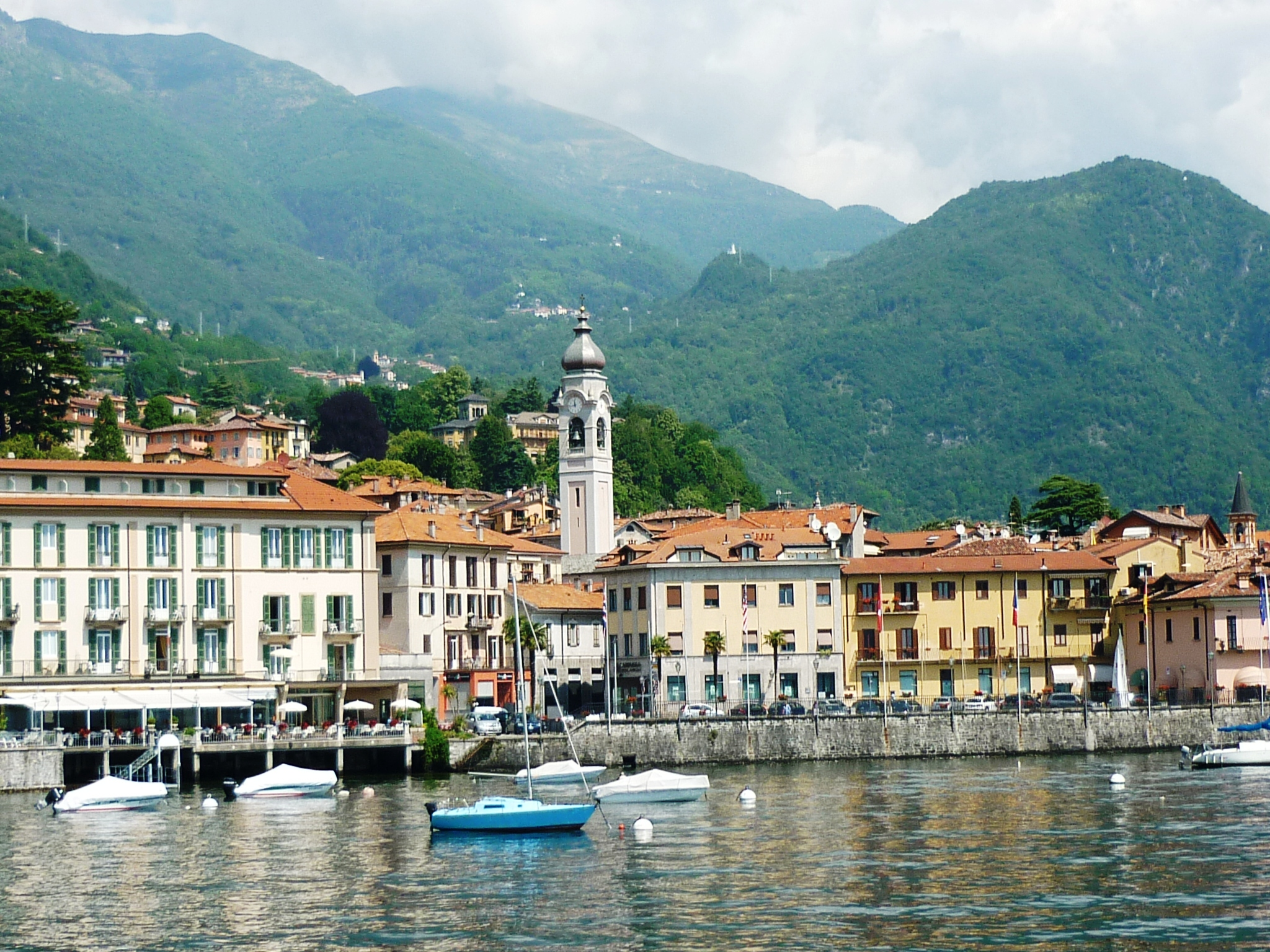
Ansicht vom See aus
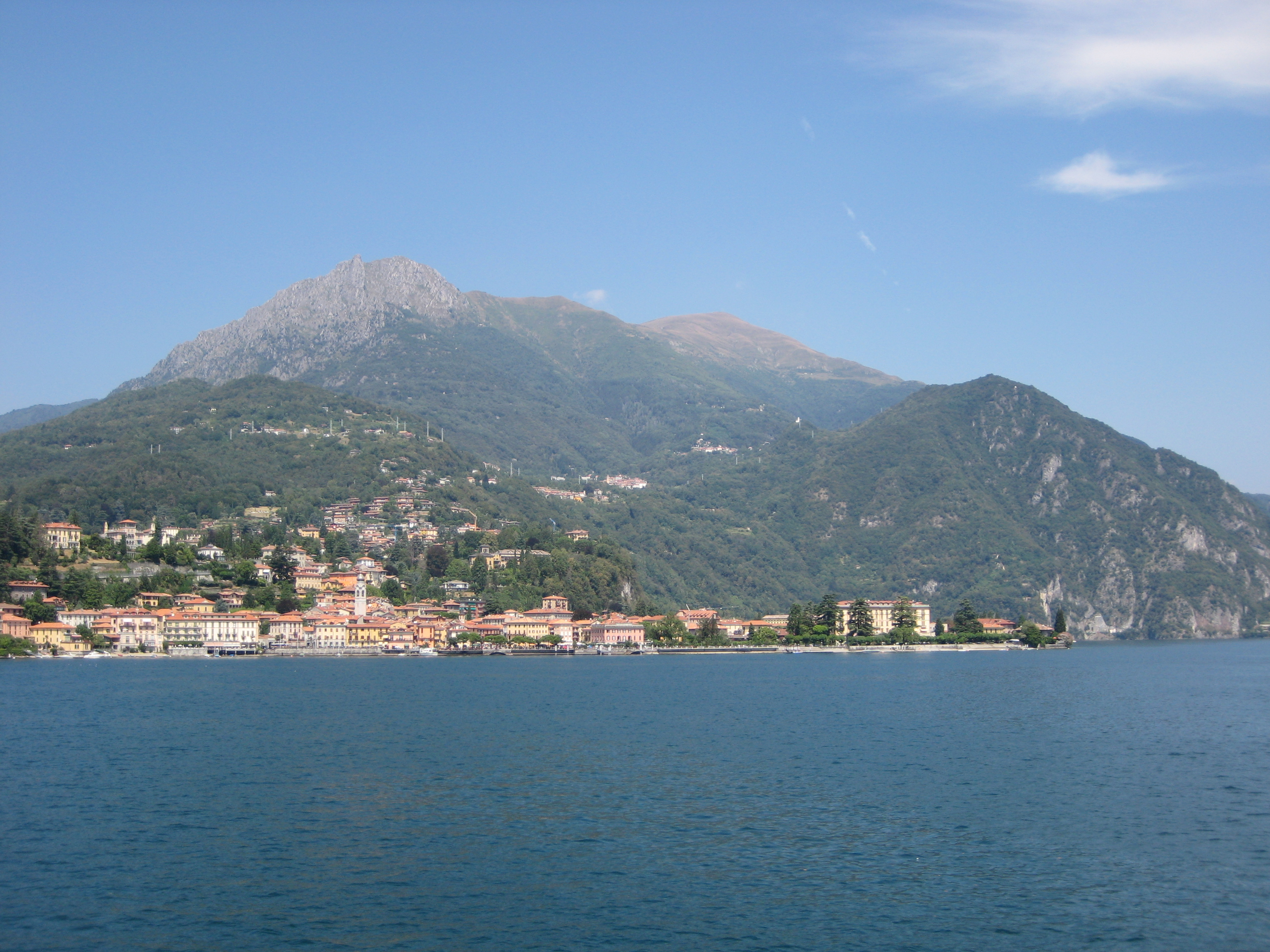
Menaggio mit Monte Grona und Monte Bregagno (rechts)
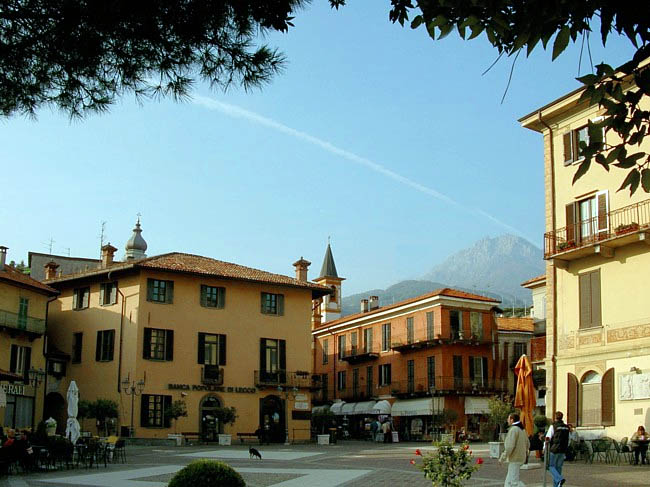
Piazza Garibaldi
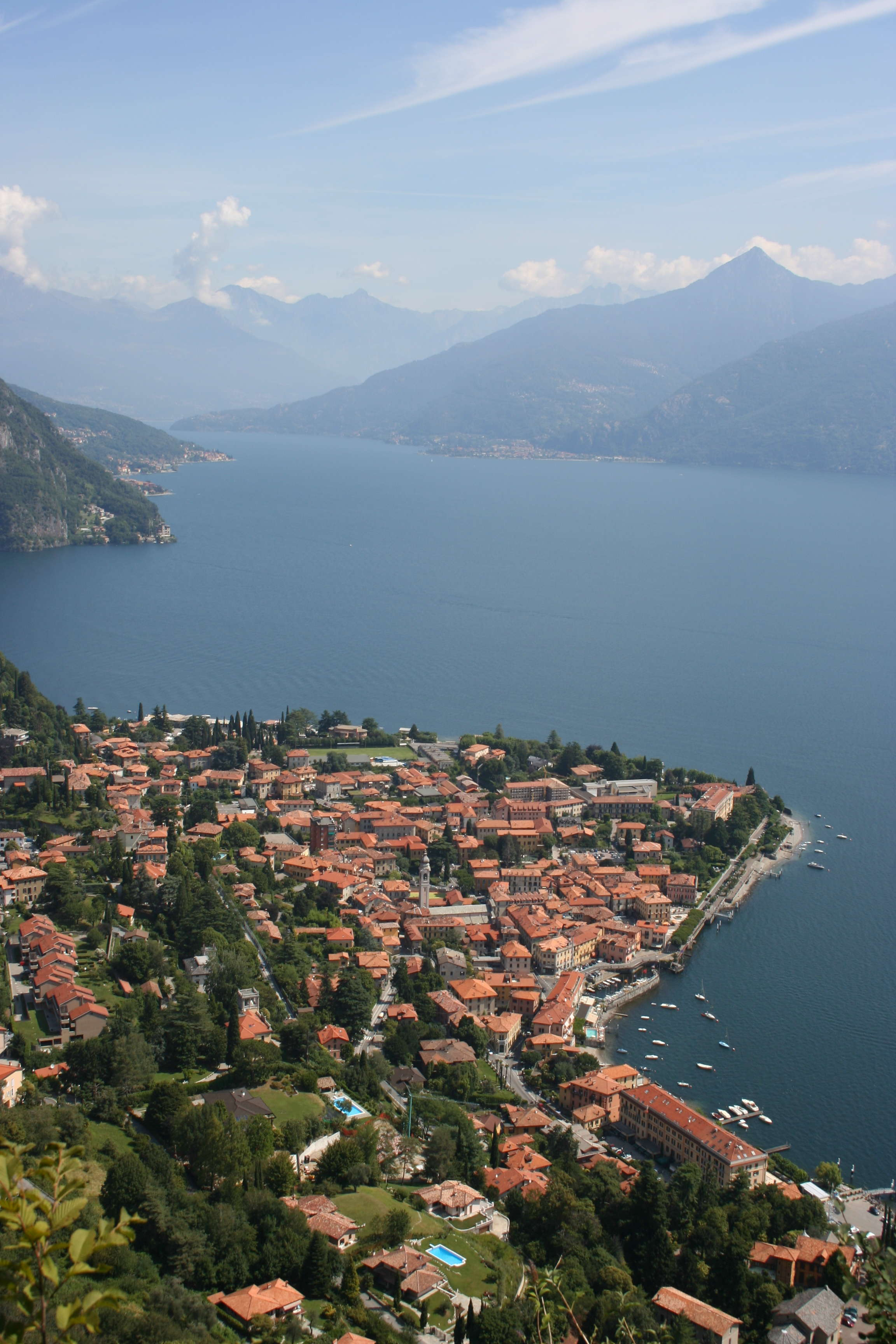
Aussicht von Menaggio aus Monte Crocetta
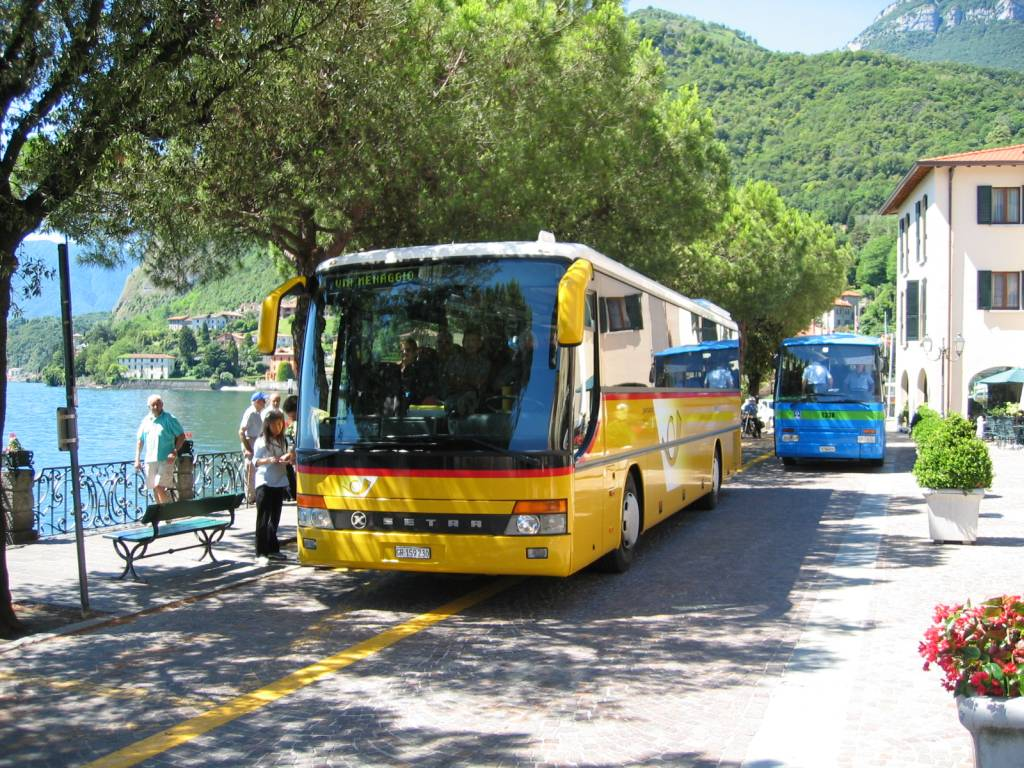
Autobus Palm-Express in Menaggio
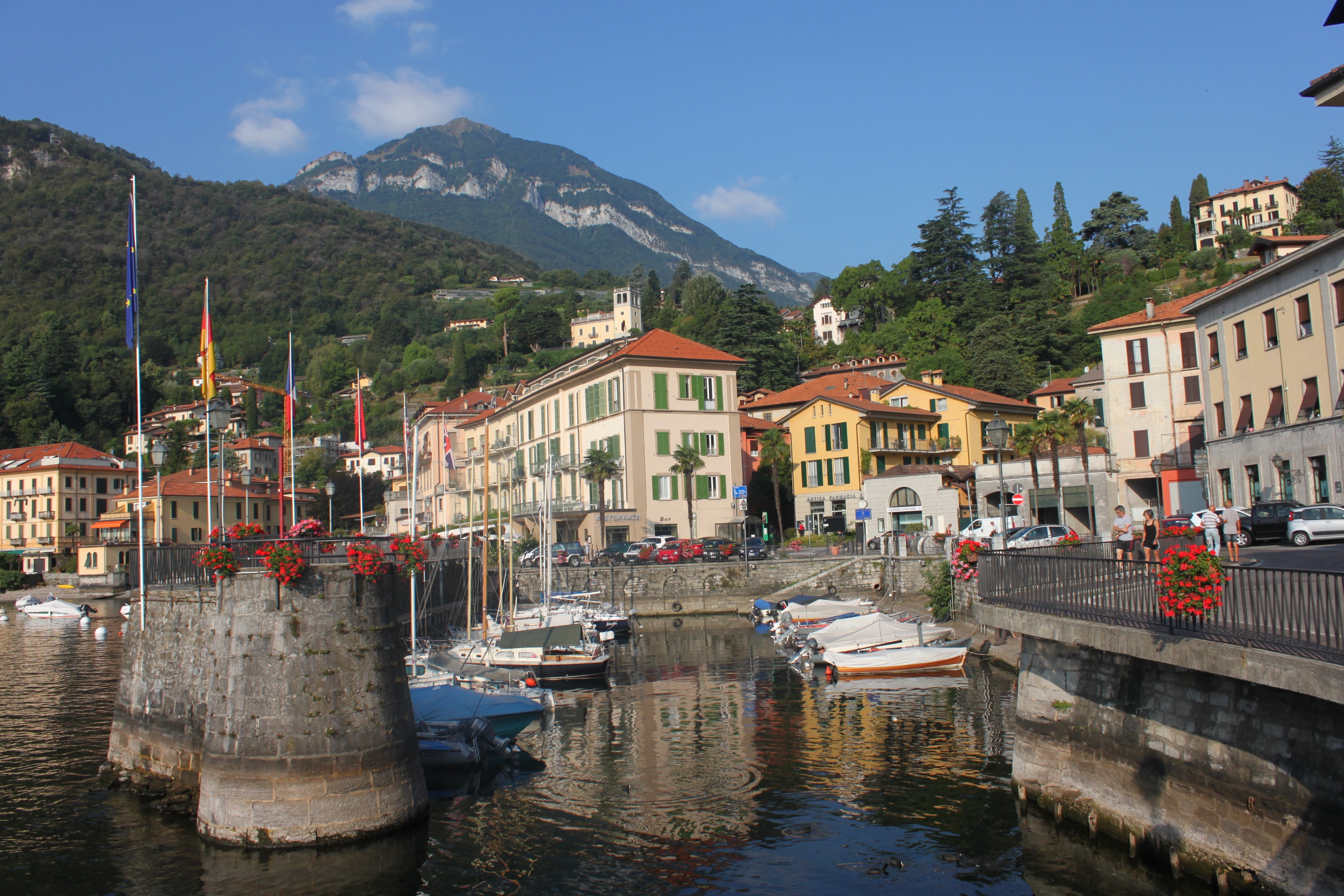
Der Hafen

## Infrastrukturen
- Ehemalige Eisenbahn

Die Menaggio-Porlezza-Eisenbahn war eine Schmalspurbahn, die Menaggio am Comer See mit Porlezza am Luganersee verband. Sie wurde 1884 eingeweiht, 1939 wurde der Betrieb eingestellt und die Strecke 1966 geschlossen. Die Machbarkeitsstudien und dann die Bauarbeiten, die auf Initiative öffentlicher und privater, italienischer und schweizerischer Institutionen (insbesondere der Banca della Svizzera Italiana mit Sitz in Lugano) durchgeführt wurden, wurden im Sommer 1884 von dem Ingenieur Emilio Olivieri abgeschlossen. Die Kosten für den Bau des Netzes, einschließlich der Ausrüstung der Bahn, beliefen sich auf 1.108.901,71 Francs, was 1,2 Millionen Lire entspricht: Dies entsprach also einer Ausgabe von rund 100.000 Lire pro Kilometer. Mit dem königlichen Dekret vom 24. März 1881 wurde die Banca della Svizzera Italiana ermächtigt, in Italien tätig zu werden, und die Banca gründete die Società di Navigazione e Ferrovie pel lago di Lugano (SNF) mit Sitz in Lugano, die mit dem Betrieb der Bahn beauftragt wurde, die am Mittwoch, dem 8. Oktober 1884 eingeweiht und am Montag, dem 17. November desselben Jahres für den öffentlichen Verkehr freigegeben wurde. Das goldene Zeitalter der Bahn endete mit dem Ausbruch des Ersten Weltkriegs: Es fehlte an Touristen und Güterverkehr, und die Preise stiegen enorm an, so dass der Verwaltungsrat beschloss, Verhandlungen über den Verkauf der Strecke Menaggio-Porlezza und der anderen Strecke des Unternehmens, Ponte Tresa TI-Luino, die nicht mehr rentabel waren, aufzunehmen. Die Verhandlungen wurden im Juli 1918 abgeschlossen. Nach dem Verkauf änderte das Unternehmen seinen Namen in SNL (Società Navigazione Lago di Lugano).
Der Kopfbahnhof Menaggio, dessen Bahnhofsgebäude erhalten und renoviert wurde, hatte eine besondere Beschaffenheit, die dazu führte, dass die Züge, die die Anlegestelle verließen, fast 1 km rückwärts fahren mussten, bevor sie ihre Richtung in Richtung Luganersee ändern konnten. Nach der Durchquerung des Sonega-Gebietes wurde nach einer kurzen Brücke der Bahnübergang mit der parallel verlaufenden Provinzstraße überquert und dann der Croce-Tunnel erreicht; anschließend wurde der Bahnhof Grandola erreicht, gefolgt von den Haltestellen Bene Lario und Piano Porlezza; nachdem man den kleinen Piano-See von Norden her passiert hatte, wurde die Haltestelle San Pietro Sovera erreicht. Nach der Haltestelle Tavordo, deren Gebäude noch steht, ging die Fahrt weiter und endete an der Anlegestelle Porlezza, die mit drei Gleisen ausgestattet ist.
Von 1964 bis zum 31. Juli 1966 wurden die Gebäude der Bahnhöfe, Mautstellen und Haltestellen entlang der Strecke verkauft. Am 29. November 1966 wurde ein Antrag auf endgültige Stilllegung der Strecke gestellt und die Betreibergesellschaft aus dem Handelsregister gelöscht. Zusätzlich zu den Kosten für die vergeblichen Arbeiten verbrannte das Unternehmen zusätzliche Mittel in Höhe von über 7 Millionen Lire. Die Strecke wurde nach und nach stillgelegt: Einige Abschnitte wurden später in Radwege umgewandelt, andere verschwanden durch den Bau neuer Gebäude. Die Haltestellen San Pietro, Piano und Bene-Grona wurden in Privatwohnungen umgewandelt.
- Villa Vigoni Centro Italo-Tedesco per l’Eccellenza Europea[2]

## Sehenswürdigkeiten
- Propsteikirche Santo Stefano[3]
- Kirche Santa Marta[4]
- Kirche Santi Loreno e Agnese im Ortsteil Loveno, mit Gemälde Madonna Addolorata[5]
- Kirche Santi Bartolomeo e Nicola im Ortsteil Nobiallo[6]
- Wallfahrtskirche Madonna della Pace[7]
- Kirche San Giusto im Ortsteil Croce[8]
- Kirche San Carlo im Ortsteil Castello[9]
- Villa Erba[10]
- Villa Pensa[11]
- Villa Scanavino im Ortsteil Loveno[12]

## Persönlichkeiten
- Francesco Mangiacavalli (* um 1464 in Menaggio; † nach 12. April 1497 ebenda ?), Sohn von Lorenzo, Bauunternehmer in Mailand[13]
- Leone Leoni (um 1509–1590) war ein italienischer Bildhauer, Goldschmied und Medailleur der Renaissance.[14]
- Gabriele Malagrida (1689–1761), Jesuitenmissionar in Brasilien, nach der Aufhebung des Jesuitenordens in Portugal verurteilt und erschossen in Lissabon.
- Giacomo Rezia (1745–1825), Anatomieprofessor an der Universität Pavia, wo er das Museo anatomico gründete.
- Heinrich Mylius (1769–1854), erwarb 1829 eine Villa in der Fraktion Loveno, heute als Villa Vigoni Sitz des Deutsch-italienischen Zentrums für europäische Exzellenz.
- Enrico Caronti (* 28. Oktober 1901 in Blevio; † 23. Dezember 1944 in Menaggio), genannt Romolo, Partisan, Kommunist, politischer Kommissar der 52ma Brigata Garibaldi „Luigi Clerici“. Erschossen.

## Städtepartnerschaften
- Allevard, Frankreich
- Carapicuíba, Brasilien
- Wolpertswende, Deutschland